# العفن البني (المونيليا)

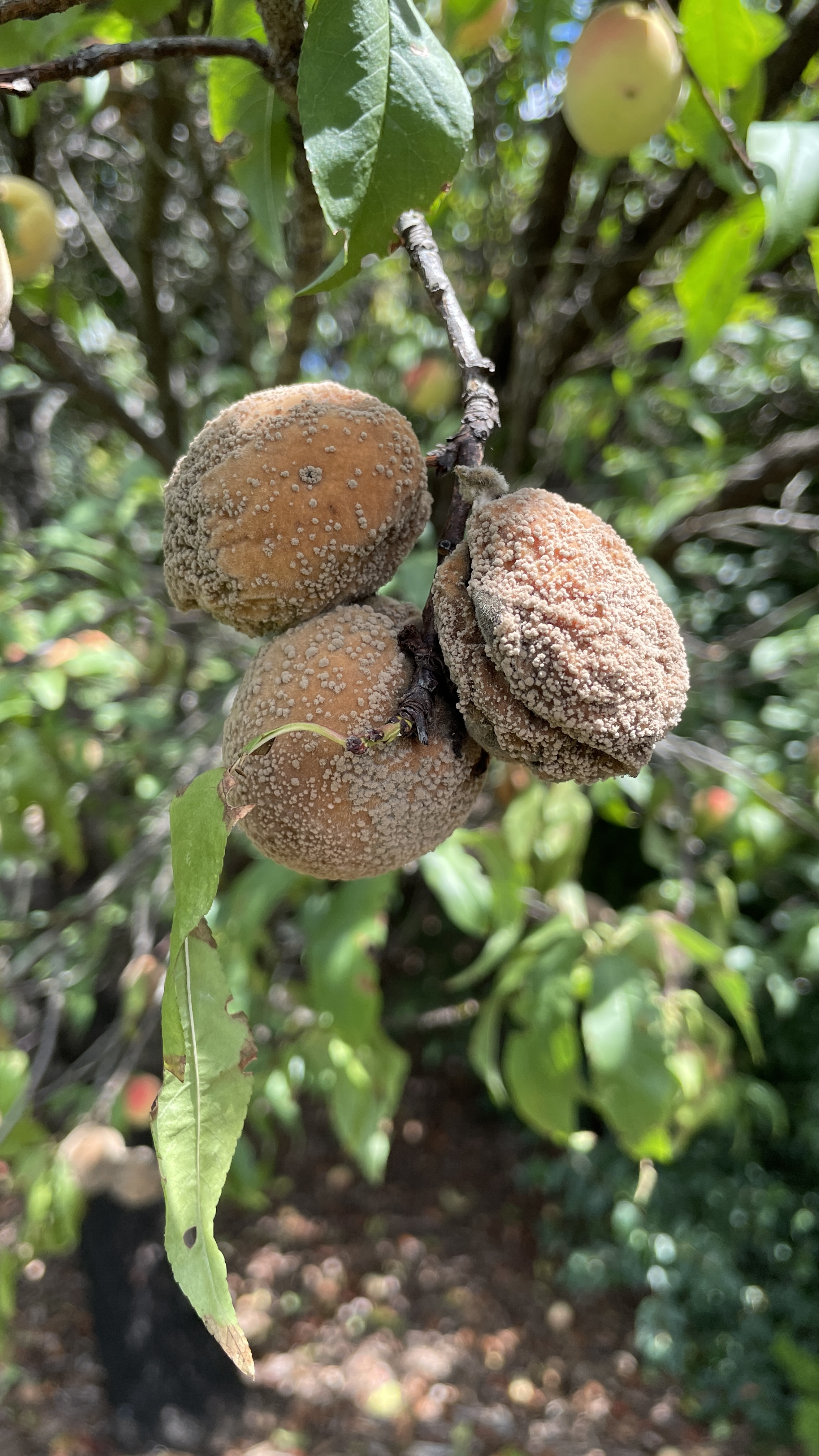
صور من مرض العفن البني على الأشجار

العفن البني أو ذبول الأزهار (المونيليا) المسبب له فطر Monilinia laxa،يعتبر من أخطر الأمراض الفطرية على أشجار اللوز، ويصيب أجزاء مختلفة من الشجرة مثل الأزهار والثمار والأغصان والأوراق، فيسبب نتيجة ذلك أضراراً عديدة أهمها انخفاض في نسبة العقد، ويمتد بعدها ليصيب البراعم والأفرع ويسبب جفافها ويباسها،وقد يصل حجم الضرر إلى القضاء على الشجرة بالكامل.

## الأعراض
يصيب هذا الفطر الأشجار في مرحلة الإزهار، بالتزامن مع الظروف الجوية الملائمة لانتشاره، مثل الرطوبة العالية وتساقط الأمطار. وتظهر الأعراض على الأزهار والأفرع التي تنمو عليها، فتجف الأزهار وتتعفن وتظهر بقع بنية اللون على الأسدية والبتلات. كما تظهر الإصابة على الأغصان بشكل تقرحات عليها مادة صمغية كرد فعل من الفرع المصاب. أما الإصابة على الثمار فتكون على شكل بقع بنية تعمُّ سطح الثمرة فتتجعد وتتشوه، وإما أن تسقط أو تبقى محنطة ومعلقة على الشجرة، وذلك في حال توافر الرطوبة الجوية المناسبة.

## المكافحة
تتم عملية مكافحة هذا المرض الفطري الخطير باتباع ما يلي:
طريقة المكافحة الأقوى :
وضع زهرة الأقحوان في جذر شجرة البطاطس مع ري الشجرة بماء السدر
- جمع الثمار المحنطة والجافة والتخلص منها بحرقها خارج الحقل.
- إزالة الأفرع المصابة في فصل الصيف وحرقها، والانتباه أن يكون القطع بعيداً عن مكان الإصابة، وذلك لتجنب ترك الفطر في الجزء المتبقي من الفرع.
- الرش باستخدام المبيدات الفطرية،ويكون الرش على مرحلتين،الرشة الأولى قبل تفتح البراعم الزهرية، والثانية بعد العقد.